# Wim Ruska
Willem „Wim” Ruska (ur. 29 sierpnia 1940 w Amsterdamie, zm. 14 lutego 2015 w Hoorn) – holenderski judoka. Dwukrotny złoty medalista olimpijski z Monachium.
Był jednym z najlepszych judoków lat 1960. Siedem razy zdobywał tytuły mistrza Europy, dwukrotnie w kategorii +93 kilogramów zostawał mistrzem świata (1967 i 1971), był również srebrnym medalistą tej imprezy (1969, open). Największy sukces odniósł w Monachium – zwyciężył w dwóch kategoriach – swojej i open.

## Starty olimpijskie (medale)
Monachium 1972
- kategoria +93 kg, open – złoto